# Lake Land'Or (Virginia)
Lake Land'Or es un lugar designado por el censo situado en el condado de Caroline, Virginia  (Estados Unidos). Según el censo de 2010 tenía una población de 4.223 habitantes.

## Demografía
Según el censo de 2010, Lake Land'Or tenía una población en la que el 72,3% eran blancos; el 20,7% afroamericanos; el 0,5% eran indios americanos y nativos de Alaska; el 0,9% eran asiáticos; el 0,1% hawaianos y otros isleños del Pacífico; el 1,4% de otra raza, y el 4,1% a partir de dos o más razas. El 6,0% del total de la población eran hispanos o latinos de cualquier raza.